# Alfred Winkler
Alfred Winkler (n.  ? – d. 1956) a fost un jurist și om politic român, care a îndeplinit funcția de primar al municipiului Iași în perioada 5 septembrie 1944 - 10 martie 1945. 
Tatăl său era Adolf Winkler, care a devenit cetățean român în anul 1892. În anul 1911, fratele său, Emil Winkler a cumpărat 54 de hectare de teren în vecinătatea Spitalului "Socola", în schimbul a 40.000 de lei, iar zece ani mai târziu, pământul a ajuns prin cumpărare în stăpânirea lui Alfred Winkler. 
A fost președinte al Tribunalului Iași în perioada interbelică. A deținut mai multe terenuri situate în municipiul Iași și în zone din împrejurimi în suprafață de 54 hectare. Dintre acestea, 35 de hectare se află astăzi în administrarea Spitalului Socola, căruia i-ar fi fost date în administrare în anul 1948 "în mod cu totul benevol și gratuit" de către Alfred Winkler, dar numai pentru patru ani. 